# Melnytėlė (Jonava)
Melnytėlė ist der nordwestliche Stadtteil der litauischen Stadt Jonava im Bezirk Kaunas. Die besiedelte Wohngegend befindet sich nördlich von der Juodmena, des rechten Nebenflusses der Neris. Melnytėlė grenzt sich im Süden an Varnutė und ist nicht weit von Rimkai. Der Name des Stadtteils stammt vom Dorf Melnytėlė in der Rajongemeinde Jonava, im Amtsbezirk Kulva.

## Quelle
1. ↑  Lietuvos TSR administracinio-teritorinio suskirstymo žinynas, T. 2. – Vilnius: Mintis, 1976.

Koordinaten: 55° 5′ 10″ N, 24° 15′ 25″ O